# Vijay Upadhyaya
Vijay Upadhyaya (*  6. September 1966 in Lucknow) ist ein indisch-/österreichischer Chorleiter, Dirigent und Komponist.

## Leben
Er ist Gründer des Grazer Universitätschores, dem er bis 1996 vorstand. Zurzeit leitet er die Philharmonie der Universität Wien, sowie das Wiener Schubertorchester und den Wiener Festival Chorus und ist seit 2009 ständiger Gastdirigent des chinesischen Nationalorchesters und -chores.
Er gründete im Jahr 2001 als Musikdirektor an der Karlskirche Wien das Vienna Vocal Consort, ein Vokalensembles für Alte Musik in Österreich.
Er gründete 2011 das India National Youth Orchestra.

## Diskografie (Auswahl)
- Gustav Mahler: Symphonie Nr. 8 – Symphonie der Tausend (CD). Upadhyaya, Chor und Orchester der Uni Wien
- Vijay Upadhyaya: Prayer Flags (CD). Upadhyaya, Chor und Orchester der Uni Wien
- Giovanni Pierluigi da Palestrina: O Magnum Mysterium (CD). Upadhyaya, Vienna Vocal Consort
- Renaissance – Die Zeit der Sinnlichkeit (CD). Upadhyaya, Vienna Vocal Consort

## Kompositionen (Auswahl)
- 1. Sinfonie – „Gebetsfahnen“ (engl. Prayer Flags)
- „Les Heures“